# Sojuz 7K-L3

Porovnání lodí Apollo a LOK

Sojuz 7K-L3 (Лунный Орбитальный Корабль, lunnyj orbitalnyj korabl - LOK) byla vesmírná loď, která byla navržena tak, aby dopravila dva muže ze Země k Měsíci a jednoho vysadila na jeho povrch. Byla vyvíjena souběžně se Sojuz 7K-L1, protože sovětské vedení se v roce 1961 rozhodlo předstihnout americké lety Apollo. LOK měl dopravit dva kosmonauty na oběžnou dráhu kolem Měsíce a sloužit jako "matka" pro lunární modul LK s jedním kosmonautem.
Změny, které byly provedeny, byly tyto:
- Solární panely používané na 7K-OK byly nahrazeny palivovými články.
- Úprava "kopule" – orbitálního modulu, dovolila kosmonautům v 7K-L3 provést dokovací postup pro spojení s LK.

## Starty
Loď LOK měla vynést raketa N-1 o výšce 105 m a startovní hmotnosti 2 750 t. Projekt probíhal ve velkém spěchu a napětí mezi hlavním konstruktérem Koroljovem a jeho konkurentem Gluškem. Když Koroljov v roce 1966 nečekaně zemřel, projekt to velmi poškodilo a všechny čtyři starty skončily nezdarem. Při druhém z nich 4. července 1969 raketa vybuchla a zničila i odpalovací zařízení. Po úspěšném letu Apollo 11 16. července 1969 přestal být projekt politicky zajímavý a když i dva další starty selhaly, byl celý projekt roku 1974 zrušen. Podrobnosti byly zveřejněny až po roce 1989.